# Spandrel
Een spandrel (Engels voor zwik) is een mutatie zonder selectief voordeel of nadeel. Dit idee staat tegenover de opvatting, dat succesvolle evolutionaire veranderingen altijd voor het voortbestaan van de populatie voordelige aanpassingen aan de omgeving zijn. 
Gould en Lewontin gingen in hun artikel The spandrels of San Marco and the Panglossian paradigm, anders dan de gevestigde theorie, ervan uit dat mutaties puur toevallig optreden. Hieruit volgt dat genotypische veranderingen kunnen optreden die evolutionair voordeel noch nadeel bieden, en dat deze door puur toeval kunnen blijven bestaan. In latere generaties kan het resulterende fenotype alsnog van nut blijken voor de overleving van de soort.